# Taça dos Campeões Europeus de Hóquei em Patins de 1975-76
A Taça dos Campeões Europeus de Hóquei em Patins de 1975-76 foi a 11.ª edição da Taça dos Campeões.

## Equipas participantes
| País               | Clube            | Classificação                                                     |
| ------------------ | ---------------- | ----------------------------------------------------------------- |
| Alemanha Ocidental | RESG Walsum      | Campeão da Liga Alemã-Ocidental de 1974/75                        |
| Bélgica            | RH Rolta Louvain | Campeão da Liga Belga de 1974/75                                  |
| Espanha            | CP Voltregà      | Campeão Europeu de 1974/75 e Campeão da Liga Espanhola de 1974/75 |
| Espanha            | FC Barcelona     | Vencedor da Taça Generalíssimo de 1974/75                         |
| França             | US Coutras       | Campeão da Liga Francesa de 1974/75                               |
| Itália             | Hockey Novara    | Campeão da Liga Italiana de 1974/75                               |
| Países Baixos      | RC Lichtstad     | Campeão da Liga Neerlandesa de 1974/75                            |
| Portugal           | Sporting CP      | Campeão da Liga Portuguesa de 1974/75                             |
| Suíça              | Montreux HC      | Campeão da Liga Suíça de 1974/75                                  |

## Jogos

### 1.ª Eliminatória
| Equipa 1    | Total | Equipa 2    | 1.ª Mão | 2.ª Mão |
| ----------- | ----- | ----------- | ------- | ------- |
| Montreux HC | 9-43  | Sporting CP | 7-21    | 2-22    |

### Fase Final
|  | Quartos-de-Final | Quartos-de-Final | Quartos-de-Final | Quartos-de-Final |               |             | Meias-finais | Meias-finais | Meias-finais |  |              | Final | Final | Final |
|  |                  |                  |                  |                  |               |             |              |              |              |  |              |       |       |       |
|  | 1                | RESG Walsum      | 6                | 6                |               |             |              |              |              |  |              |       |       |       |
|  | 8                | RH Rolta Louvain | 1                | 4                |               |             |              |              |              |  |              |       |       |       |
|  | 8                | RH Rolta Louvain | 1                | 4                |               | RESG Walsum | 1            | 1            |              |  |              |       |       |       |
|  |                  |                  |                  |                  |               | RESG Walsum | 1            | 1            |              |  |              |       |       |       |
|  |                  | FC Barcelona     | 5                | 6                |               |             |              |              |              |  |              |       |       |       |
|  | 4                | FC Barcelona     | 5                | 6                | Hockey Novara | 3           | 3            |              |              |  |              |       |       |       |
|  | 4                |                  |                  |                  | Hockey Novara | 3           | 3            |              |              |  |              |       |       |       |
|  | 5                | FC Barcelona     | 9                | 6                |               |             |              |              |              |  |              |       |       |       |
|  | 5                | FC Barcelona     | 9                | 6                |               |             |              |              |              |  | FC Barcelona | 2     | 1     |       |
|  |                  |                  |                  |                  |               |             |              |              |              |  | FC Barcelona | 2     | 1     |       |
|  |                  | CP Voltregà      | 2                | 3                |               |             |              |              |              |  |              |       |       |       |
|  | 3                | CP Voltregà      | 2                | 3                | RC Lichtstad  | 2           | 1            |              |              |  |              |       |       |       |
|  | 3                |                  |                  |                  | RC Lichtstad  | 2           | 1            |              |              |  |              |       |       |       |
|  | 6                | Sporting CP      | 5                | 9                |               |             |              |              |              |  |              |       |       |       |
|  | 6                | Sporting CP      | 5                | 9                |               | Sporting CP | 5            | 6            |              |  |              |       |       |       |
|  |                  |                  |                  |                  |               | Sporting CP | 5            | 6            |              |  |              |       |       |       |
|  |                  | CP Voltregà      | 3                | 9                |               |             |              |              |              |  |              |       |       |       |
|  | 2                | CP Voltregà      | 3                | 9                | CP Voltregà   | 14          | 9            |              |              |  |              |       |       |       |
|  | 2                |                  |                  |                  | CP Voltregà   | 14          | 9            |              |              |  |              |       |       |       |
|  | 7                | US Coutras       | 2                | 8                |               |             |              |              |              |  |              |       |       |       |
|  | 7                | US Coutras       | 2                | 8                |               |             |              |              |              |  |              |       |       |       |

### Quartos-de-Final
| Equipa 1      | Total | Equipa 2         | 1.ª Mão | 2.ª Mão |
| ------------- | ----- | ---------------- | ------- | ------- |
| RESG Walsum   | 12-5  | RH Rolta Louvain | 6-1     | 6-4     |
| Hockey Novara | 6-15  | FC Barcelona     | 3-9     | 3-6     |
| RC Lichtstad  | 3-14  | Sporting CP      | 2-5     | 1-9     |
| CP Voltregà   | 23-10 | US Coutras       | 14-2    | 9-8     |

### Meias-finais
| Equipa 1    | Total | Equipa 2     | 1.ª Mão | 2.ª Mão |
| ----------- | ----- | ------------ | ------- | ------- |
| RESG Walsum | 2-11  | FC Barcelona | 1-5     | 1-6     |
| Sporting CP | 11-12 | CP Voltregà  | 5-3     | 6-9     |

### Final
| Equipa 1     | Total | Equipa 2    | 1.ª Mão | 2.ª Mão |
| ------------ | ----- | ----------- | ------- | ------- |
| FC Barcelona | 3-5   | CP Voltregà | 2-2     | 1-3     |

| Campeão Europeu 1975-76  |
| ------------------------ |
|                          |
| CP Voltregà (3.º título) |

### Internacional
- Ligações para todos os sítios de hóquei
- Mundook- Sítio com notícias de todo o mundo do hóquei
- Hoqueipatins.com - Sítio com todos os resultados de Hóquei em Patins